# Maris
Maris era una divinità maschile del Pantheon etrusco.
Il nome Maris appare tre volte nelle regioni interne del Fegato di Piacenza e nel Disco di Magliano. 
Dalle fonti epigrafiche ed iconografiche, soprattutto trovate su specchi, la divinità appare sempre come un ragazzo giovane dai molteplici aspetti: protettore di dei olimpici e connesso con la morte e la risurrezione; in aggiunta, nel Fegato di Piacenza, appare in relazione a figure divine e mitologiche dell'ambito marziale.
Sebbene Adriano Maggiani supponga che Maris sia l'equivalente del latino Marte, è pur vero che Maris non viene identificato sempre come una divinità della guerra, ruolo che spetta a Laran.

La figura di Maris appare spesso in connessione con altre divinità: come un fanciullo sorretto da Menrva o sul ginocchio di Turan, in connessione con Hercle o Tinia. Questa associazione di Maris con altre figure divine ha fatto nascere l'ipotesi che si possa trattare di una sorta di genio o spirito vitale, parte della personalità di un dio maggiore, piuttosto che divinità a sé stante. Questa ipotesi viene rafforzata nell'unica attestazione epigrafica votiva pervenuta: harth(ans) sians, genio.